# ビダール苔癬
ビダール苔癬（ビダールたいせん、英: Lichen simplex chronicus）は、皮膚を繰り返し掻くなどにより苔癬化した皮膚炎のこと。

## 概要
線状苔癬、毛孔性苔癬と異なり苔癬化をおこし、かゆみを伴う。中年女性の腋窩、陰部に好発する。

## 治療
ステロイド外用。痒みに対しては抗ヒスタミン薬、抗アレルギー薬を用いる。